# Athyrium medogense
Athyrium medogense är en majbräkenväxtart som beskrevs av Xian Chun Zhang. Athyrium medogense ingår i släktet Athyrium och familjen Athyriaceae. Inga underarter finns listade.